# 唐晏
唐晏（1857年—1920年）。满族，镶红旗满洲人，瓜尔佳氏，原名震钧，字在庭、在廷、在亭，一字曼殊，号涉江，自号涉江道人，辛亥革命后改汉名唐晏，改字元素，室名十篆斋、古长芦庵，清朝末年学者。

## 生平
唐晏出身官宦世家，其祖随多尔衮入关即世居北京，至唐晏时，居京师已12世。光绪八年（1882年）举人。官甘泉知县，迁陕西道员。庚子以后，任江苏江都知县，宣统二年（1910年）执教于京师大学堂。不久入江宁将军铁良幕府，并任江宁八旗学堂总办。辛亥革命后唐晏长住南方。

## 著作
唐晏博学多闻，潜心学问，工诗，善画墨梅及兰竹。工篆、隶，能画。有海上嘉月尘诗。光绪三十年（1907年）著《国朝书人辑略》成书。由于世居京师，习闻琐事，著有记述北京历史掌故的《天咫偶闻》10卷，是具有较高史料价值的地方历史文献，为研究北京城市坊巷建制及地方掌故的重要史料。又著有《渤海国志》《庚子西行纪事》《两汉三国学案》《八旗诗媛小传》《十篆斋题跋》《洛阳伽蓝记钩沉》《八旗人著述存目》《陆子新语校注》《香奁集发微》等书。另有《石鼓集注》一卷。其中《庚子西行纪事》是作者亲历目睹，随日记录而成。